# Bièvre (Sarre)
Pour les articles homonymes, voir Bièvre.
La Bièvre est une rivière qui prend sa source sur la commune de Walscheid en Moselle, en contrebas des cols du Hohwalsch et du Bloecherplatz. 
Comme toutes les autres Bièvre(s) de France, elle tire son nom du gaulois bebros (« castor »).
Elle est un affluent de la Sarre qu'elle rejoint au nord de Sarrebourg et a une longueur de 24 km.
Elle traverse les communes suivantes, toutes situées en Moselle : Walscheid, Troisfontaines, Hartzviller, Schneckenbusch, Buhl-Lorraine, Réding.
La vallée de la Bièvre fut longtemps fréquentée (avant, pendant et après le Moyen Âge) par les voyageurs venant de Lorraine qui souhaitaient rejoindre l'Alsace sans franchir le col de Saverne qui était alors difficile d'accès. 
Sur les rives de la Bièvre, jusqu'au milieu du XXe siècle, de nombreux moulins furent installés. On en dénombre 14 sur les 24 kilomètres de la rivière. D'autres industries se développèrent le long de la Bièvre : les verreries et cristalleries (Vallérysthal à Troisfontaines, Hartzviller), les taillages de verre, les tuileries, les scieries.

## Hydronymie
Biberacha, Biberaha, Bibaracha (699); Bibaraha (715).  